# 50Plus Das Generationen-Bündnis
50Plus Das Generationen-Bündnis (50Plus La Alianza Generacional) fue un partido minoritario alemán, de ideología derechista y populista, presente únicamente en el estado federado de Brandeburgo.

## Historia
El partido fue fundado el 26 de junio de 2004 en Birkenwerder por Hans-Werner Müller, exmiembro de Die Republikaner. Su nombre hacía referencia a que pretendía obtener más del 50% de los votos en las elecciones.
En Brandeburgo, el partido obtuvo en 2004 el 1,0% de los votos en las elecciones estatales.  En la elección federal 2005, el partido obtuvo 10.536 votos en Brandeburgo, equivalentes al 0,7 por ciento de los votos a nivel estatal y al 0,1 por ciento a nivel nacional. En las elecciones municipales de Brandeburgo de 2008, el partido presentó una lista común con BVB/FREIE WÄHLER y ganó un 1,7 por ciento del total de votos y 14 escaños en distritos. Participó en las elecciones europeas de 2009, anotando en Brandenburgo el 0,7% y a nivel nacional un 0,3 por ciento de los votos.  En las elecciones estatales de Brandeburgo de 2009, el partido recibió el 0,6 por ciento de los votos. Se disolvió ese mismo año.